# Страдник
45°13′ пн. ш. 15°19′ сх. д. / 45.21° пн. ш. 15.31° сх. д.
Страдник (хорв. Skradnik) — населений пункт у Хорватії, в Карловацькій жупанії у складі громади Йосипдол.

## Населення
Населення за даними перепису 2011 року становило 402 осіб.
Динаміка чисельності населення поселення: